# Michael Nimczyk
Michael Nimczyk, född 16 maj 1986 i Mönchengladbach i Nordrhein-Westfalen i Tyskland, är en tysk travtränare och travkusk.

## Karriär
Nimczyks intresse för travsport väcktes tidigt, då hans far Wolfgang Nimczyk var både kusk och tränare. Han körde sitt första lopp som 16-åring och blev kuskchampion i hemlandet Tyskland 2008, vilket gjorde honom till den näst yngsta personen någonsin att få guldhjälmen efter Charlie Mills. Han har därefter tagit ytterligare elva guldhjälmar.
Nimczyk driver sin träningsrörelse tillsammans med sin far på en träningsanläggning utanför Willich i Nordrhein-Westfalen.

### I Sverige
Under 2021 startade Nimczyk en filial i Vomb på samma träningsanläggning som Lutfi och Adrian Kolgjini. Under 2022 flyttades Tetrick Wania över till Nimczyks träningsfilial. Planen är att Tetrick Wania ska vara kvar i Sverige under hela sin treåringssäsong för att starta i de större årgångsloppen.